# Rutronik Stars Keltern
Die Rutronik Stars Keltern sind die Frauen-Basketballabteilung des Remchinger Vereins FC Nöttingen 1957. Gespielt wird in der Nachbargemeinde Keltern, Austragungsort der Heimspiele ist die Sporthalle im Schulzentrum Dietlingen.

## Geschichte
Der Club wurde 1981 in Keltern gegründet. 2012 wurde man vom FC Nöttingen übernommen. Damals trug man noch den Namen Grüner Stern Keltern. In der Saison 2015 wurde Keltern Meister in der 2. Damen-Basketball-Bundesliga Gruppe Süd und stieg in die 1. Damen-Basketball-Bundesliga auf. Mit diesem Aufstieg wurde der Name in Rutronik Stars Keltern umgeändert. Der Club wird seit dem Aufstieg vom Unternehmen Rutronik finanziell unterstützt. Rutronik ist im Enzkreis und in Pforzheim ein Sponsor mehrerer Sportvereine. 2018 und 2021 gewann Keltern jeweils den deutschen Meistertitel, in beiden Fällen betreut von Trainer Christian Hergenröther.
2016, 2018 und 2021 nahm man am europäischen Vereinswettbewerb Eurocup Women teil. Man schied jedoch bei jeder Teilnahme in der Gruppenphase aus. In der Sommerpause 2022 kam es zum Trainerwechsel: Der Berliner Timur Topal löste Hergenröther ab, der stattdessen das Amt des Sportlichen Beraters übernahm. Topal wurde Mitte Dezember 2022 entlassen, übergangsweise leitete wieder Hergenröther das Training, im Januar 2023 kam Goran Lojo als neuer Trainer. Der Bosnier führte Keltern im April 2023 zum dritten deutschen Meistertitel der Vereinsgeschichte. Lojo führte die Mannschaft wieder ins Finale, dieses wurde jedoch mit 2:3 gegen Alba Berlin verloren. Keltern entließ seinen Trainer Lojo zwischen dem dritten und vierten Finalspiel; für ihn übernahm wieder Hergenröther. Zur Saison 2024/25 übernahm die ehemalige Spielerin Matea Tavic das Amt der Cheftrainerin. Sie führte Keltern im April 2025 zum Gewinn des deutschen Meistertitels.

## Kader 2023/2024
| Nr. | Name                 | Nationalität                   | Position       | Geburtsdatum | Größe  |
| --- | -------------------- | ------------------------------ | -------------- | ------------ | ------ |
| 1   | Tay Sanders          | Vereinigte Staaten             | Center         | 16.01.1999   | 1,85 m |
| 2   | Clara Wilke          | Deutschland                    | Point guard    | 13.09.2003   | 1,76 m |
| 3   | Alexandra Wilke      | Deutschland                    | Point guard    | 29.09.1996   | 1,75 m |
| 7   | Elina Koskimies      | Finnland                       | Guard          | 02.10.1995   | 1,83 m |
| 10  | Adrienne Webb        | Vereinigte Staaten             | Shooting guard | 01.12.1990   | 1,75 m |
| 11  | Samantha Cooper      | Kanada                         | Forward        | 19.03.1995   | 1,89 m |
| 12  | Johanna Klug         | Deutschland                    | Forward        | 02.11.1998   | 1,89 m |
| 21  | Alexandria Kiss-Rusk | Kanada Ungarn                  | Center         | 27.12.1993   | 1,94 m |
| 22  | Rachel Arthur        | Deutschland Vereinigte Staaten | Small forward  | 21.06.1994   | 1,73 m |
| 24  | Matea Tavic          | Bosnien und Herzegowina        | Point guard    | 29.05.1992   | 1,78 m |
| 29  | Sara Roumy           | Frankreich                     | Shooting guard | 07.11.2003   | 1,80 m |
| 44  | Sofija Zivaljavic    | Montenegro                     | Point guard    | 24.12.1997   | 1,79 m |

Clara Wilke hat den Kader der Rutronik Stars im Dezember 2023 verlassen.

## Zweite Mannschaft
Die zweite Mannschaft spielte zuletzt in der Landesliga BBW2 Baden-Württemberg. Vor Beginn der Saison 2023/24 musste sie zurückgezogen werden.

## Erfolge
- Deutscher Meister: 2018, 2021, 2023, 2025
- Eurocup-Women-Teilnahme: 2016, 2018, 2021, 2022, 2023, 2024, 2025
- Deutscher Pokalsieger: 2020, 2021